# Камнєв Павло Іванович
Павло Іванович Камнєв (14 листопада 1937, Махачкала — 9 січня 2023) — радянський і російський конструктор в галузі ракетобудування, доктор технічних наук, професор. Науковий керівник акціонерного товариства «Концерн повітряно-космічної оборони „Алмаз-Антей“». Голова ради директорів акціонерного товариства «Дослідне конструкторське бюро „Новатор“». Генеральний директор — генеральний конструктор акціонерного товариства «Дослідне конструкторське бюро „Новатор“» (1996—2017). Герой праці Російської Федерації (2016). Двічі лауреат Державної премії РФ (1997, 2006).

## Біографія
Народився 14 листопада 1937 року в місті Махачкала, Дагестанської Автономної Радянської Соціалістичної Республіки. Із золотою медаллю закінчив середню школу. У 1961 році на відмінно закінчив Московський авіаційний інститут.
Із 1960 року — інженер-рахівник на Машинобудівному заводі імені М. І. Калініна в Свердловську. 1964 року перейшов у Свердловське машинобудівне конструкторське бюро «Новатор» Машинобудівного заводу імені М. М. І. Калініна, де працював у різні роки інженером, керівником групи, начальником конструкторського бюро, заступником начальника конструкторського відділу, заступником головного конструктора.
В 1991 році став першим заступником головного конструктора, а в 1996 році- генеральним директором — генеральним конструктором самостійного підприємства «Дослідне конструкторське бюро „Новатор“». У 2004 році Камнєву присвоєно науковий ступінь доктора технічних наук.
Із квітня 2017 року — науковий керівник акціонерного товариства «Концерн ПКО „Алмаз-Антей“» .
Автор понад 20 винаходів, реалізованих у розробках ОКБ «Новатор», а також співавтор понад 300 науково-технічних звітів (ескізних проєктів, звітів із науково-дослідних робіт, актів державних випробувань).
Жив і працював у Єкатеринбурзі.
Помер 9 січня 2023 на 86-му році життя.

## Нагороди
- Герой праці Російської Федерації (Указ Президента Російської Федерації від 21 квітня 2016 року) — за особливі трудові заслуги перед державою та народом
- орден «За заслуги перед Вітчизною» IV ступеня (19 листопада 2007)[5][3]
- орден «Знак Пошани» (26 травня 1981 року)[5][3]
- ряд медалей, у тому числі:
  - медаль «Ветеран праці» (1979)[3]
  - ювілейна медаль «300 років Російському флоту» (1996)[3]
  - медаль «Адмірал Горшков» (2006)[3]
- Почесний громадянин Свердловської області[7]
- Лауреат Державної премії Російської Федерації (1997, 2006)[5]
- Лауреат Державної премії Російської Федерації імені Маршала Радянського Союзу Г. К. Жукова в галузі створення озброєння та військової техніки (2016)[8].
- Звання «Почесний громадянин Єкатеринбурга» — 2016 рік
- Відзнака «За заслуги перед Свердловською областю» ІІ ступеня (8 вересня 2017 року) — за видатні досягнення у сфері економічного розвитку Свердловської області[9].